# Lancer du poids féminin aux championnats du monde d'athlétisme 1987
Navigation
Helsinki 1983 Tokyo 1991
L'épreuve du lancer du poids féminin des championnats du monde d'athlétisme 1987 s'est déroulée les 4 et 5 septembre 1987 dans le Stade olympique de Rome, en Italie. Elle est remportée par la Soviétique Natalya Lisovskaya.

## Résultats

### Finale
| Rang               | Athlète                 | Pays                 | Essais | Essais | Essais | Essais | Essais | Essais | Marque  | Notes |
| Rang               | Athlète                 | Pays                 | 1      | 2      | 3      | 4      | 5      | 6      | Marque  | Notes |
| ------------------ | ----------------------- | -------------------- | ------ | ------ | ------ | ------ | ------ | ------ | ------- | ----- |
| Médaille d'or      | Natalya Lisovskaya      | Union soviétique     |        |        |        |        |        |        | 21.24 m | CR    |
| Médaille d'argent  | Kathrin Neimke          | Allemagne de l'Est   |        |        |        |        |        |        | 21.21 m |       |
| Médaille de bronze | Ines Müller             | Allemagne de l'Est   |        |        |        |        |        |        | 20.76 m |       |
| 4                  | Claudia Losch           | Allemagne de l'Ouest |        |        |        |        |        |        | 20.73 m |       |
| 5                  | Natalya Akhrimenko      | Union soviétique     |        |        |        |        |        |        | 20.68 m |       |
| 6                  | Heike Hartwig           | Allemagne de l'Est   |        |        |        |        |        |        | 20.63 m |       |
| 7                  | Li Meisu                | Chine                |        |        |        |        |        |        | 20.43 m |       |
| 8                  | Helena Fibingerová      | Tchécoslovaquie      |        |        |        |        |        |        | 20.29 m |       |
| 9                  | Svetla Mitkova-Sınırtaş | Bulgarie             |        |        |        |        |        |        | 19.37m  |       |
| 10                 | Stephanie Storp         | Allemagne de l'Ouest |        |        |        |        |        |        | 19.36 m |       |
| 11                 | Huang Zhihong           | Chine                |        |        |        |        |        |        | 19.35 m |       |
| 12                 | Iris Plotzitzka         | Allemagne de l'Ouest |        |        |        |        |        |        | 19.19 m |       |
| 13                 | Soňa Vašíčková          | Tchécoslovaquie      |        |        |        |        |        |        | 18.71 m |       |
| —                  | Mihaela Loghin          | Roumanie             |        |        |        |        |        |        | DNS     |       |

## Légende
Records et Performances
- AR : Record continental (area record)
- CR : Record des championnats (championship record)
- MR : Record du meeting (meet record)
- NR : Record national (national record)
- OR : Record olympique (olympic record)
- PR : Record paralympique (paralympic record)
- PB : Record personnel (personal best)
- SB : Meilleure performance personnelle de la saison (season's best)
- WL : Meilleure performance mondiale de l'année (world leader)
- WJR : Record du monde junior (world junior record)
- WR : Record du monde (world record)

Circonstances et Conditions
- DNF : N'a pas terminé (did not finish)
- DNS : N'a pas pris le départ (did not start)
- DQ : Disqualification (disqualification)
- NM : Aucun essai valable enregistré (No Mark)
- Q : Qualifié « directement » au prochain tour (ou à la prochaine compétition), lors d'une compétition majeure, grâce au classement ou à la réalisation des minima (automatic qualifier)
- q : Qualifié au prochain tour (ou à la prochaine compétition), lors d'une compétition majeure, grâce au repêchage ou à la réalisation de l'une des meilleures performances parmi celles des « non qualifiés directement » (grâce au meilleur temps ou à la meilleure distance par exemple) (secondary qualifier)